# Bund Evangelischer Schweizer Jungscharen

BESJ Logo

Der Bund Evangelischer Schweizer Jungscharen (BESJ) ist ein schweizerischer, christlicher Jugendverband. Er ist vor allem in der Deutschschweiz tätig, und die Angebote richten sich an Kinder und Jugendliche zwischen 6 und 16 Jahren. Zum BESJ gehören rund 300 lokale Jungschar-Gruppen, die von ehrenamtlich tätigen Leitern geleitet werden. Diese Gruppen gehören meistens einer örtlichen christlichen Gemeinde (Landeskirche oder Freikirche) an, welche den BESJ mit Mitgliederbeiträgen unterstützen. Der Verband selbst hat momentan 10 fest angestellte Mitarbeiter, die sogenannten BESJ-Sekretäre. Diese führen Fortbildungskurse für die Leiter der Ortsgruppen durch, organisieren gesamtschweizerische Lager oder Konferenzen und beraten Gemeinden, die eine neue Gruppe aufbauen wollen. Die Geschäftsstelle befindet sich in Fällanden.

## Leitbild
Das Ziel des BESJ ist es, in christlichen Gemeinden die Ameisli-, Jungschar- und Teeniearbeit zu unterstützen, damit junge Menschen ganzheitlich nach Geist, Seele und Leib angesprochen und in ihrer Entwicklung zu selbständigen Menschen und integrierten Mitgliedern der Gesellschaft gefördert werden.
Die BESJ-Mission:

«Dafür leben wir: Alle Kinder und Jugendlichen in der Schweiz haben die Möglichkeit, das Evangelium so zu hören, dass sie sich für Jesus entscheiden können und in der Jüngerschaft gefördert werden.»

## Arbeitsbereiche
Die BESJ-Arbeit gliedert sich in 4 Bereiche:
Ameisli
Ameisli ist ein Angebot für Kinder zwischen 6 und 9 Jahren. Das Nachmittagsprogramm findet in der Regel alle zwei Wochen am Samstag oder an einem anderen schulfreien Wochenhalbtag statt und dauert zwei bis drei Stunden. Programminhalte bestehen vor allem aus Spielen, Basteln, Zeichnen, Geschichten hören, die Natur entdecken, sich drinnen und draussen bewegen und Lieder singen.
Jungschi
Jungschi richtet sich an Kinder zwischen 9 und 13 Jahren. In diesem Alter wollen die Kinder möglichst viel erleben und darum richtet sich auch das Programm danach. An den Nachmittagen ist man sehr viel in der Natur draussen, treibt Sport, macht Geländespiele, lernt Technik (Kartenkunde, Kompass, Knoten, Erste Hilfe), klettert usw. In vielen Gruppen finden über Pfingsten und während der Sommerferien grosse Lager statt.
Teenie
Die Teenie-Arbeit richtet sich an Jugendliche zwischen 13 und 16 Jahren. In diesen Gruppen werden soziale und geistliche Komponenten gefördert, z. B. Freundschaften schliessen, Diskussionen über „Gott und die Welt“ führen, gemeinsame Erlebnisse machen, kleinere Führungsaufgaben wahrnehmen und Projekte in die Tat umsetzen.
Unihockey
Seit ca. 2000 wird im BESJ auch die Sport-Arbeit gefördert. Im Jahr 2016 wurde der Bereich, in der man sich hauptsächlich auf die Sportart Unihockey festgelegt hat, auch in „Bereich Unihockey“ umbenannt. So entstanden in letzter Zeit immer mehr Unihockeygruppen zusätzlich zu einer Jungschar- oder Teeniegruppe. Es gibt auch eine BESJ-Liga und ein gesamtschweizerisches Turnier, das BESJ-Masters.

### Experimentelle Arbeitsbereiche
Informatik
Seit 2007 existieren Youth Computer Clubs, welche dem BESJ angeschlossen sind und ebenfalls die BESJ-Mission verfolgen. Die Clubs versuchen die Gruppe von Jugendlichen anzusprechen, welche mit Ameisli, Jungschar, Teenie und Sportarbeit nicht erreicht werden können. Die einzelnen Clubs/Ortsgruppen sind in einem Netzwerk zusammengeschlossen.

## Organisation
Der BESJ arbeitet in Regionen. Eine Region ist ein lockerer Zusammenschluss von mehreren Jungscharen (normalerweise 5–10 Ortsgruppen/Jungscharen). Mehrere Regionen werden in Felder zusammengefasst. Pro Region existiert normalerweise ein Regi-Leiter und zusätzlich optional ein Regi-Team, welches den Regi-Leiter in seiner Aufgabe unterstützt.
Informationen, Projekte und Ziele des BESJ werden von den BESJ-Sekretären (Angestellte des BESJ) an die Regi-Leitern und von den Regi-Leitern an die Hauptverantwortlichen der Jungscharen weitergegeben.

### Ausbildung
Das Besj bietet für ihre Leiter interne Ausbildungen an. Dazu gehörten beispielsweise der Besj Minileiterkurs als Einstieg in das Leiterleben. Danach kommt der Besj Leiterkurs, bei welchem man lernt, eine Gruppe alleine zu führen oder ein Programm zu gestalten. Danach kann man verschiedenste Kurse, sogenannte Module, besuchen, je nachdem was in der leitenden Jungschar benötigt wird. Eine Auswahl an Modulen:
- Modul Schnee (für Schneeaktivitäten)
- Modul See / Fluss (Wassersportaktivitäten, es kann auch das SLRG Brevet in den Bereichen Basis Pool, Plus Pool, See und Fluss erworben werden)
- Modul Lager (Man vertieft das Organisieren von Lagern, wie beispielsweise die Lagerplatzsuche)
- Modul Andacht (Das Schreiben und Halten einer Andacht wird noch mehr vertieft als im Leiterkurs)

## Finanzierung
Der BESJ finanziert sich durch Mitgliederbeiträge der angeschlossenen Gemeindeverbände, durch Kursbeiträge und durch Spenden.

## Geschichte
Erste Jungschargruppen entstanden bereits 1953, damals noch nicht in einem Verband organisiert. Der BESJ wurde 1974 gegründet und ist seit 1982 als Verein organisiert mit Peter Blaser als Bundessekretär, was er es bis Ende März 2021 war. Seit April 2021 teilen sich diesen Posten Adrian Jaggi und Heiri Meier.1986 wurde das erste nationale Unihockeyturnier durchgeführt. 14 Jahre nach der Gründung sind bereits 200 Jungschargruppen dem Verband angeschlossen. 1993 werden die Bereiche Ameisli, Jungschi & Teenie eingeführt. Seither sind immer mehr Jungscharen und Trägerverbände dazugestossen. Ebenfalls stellte der Verband auch immer mehr Leute an um die Aufgaben bewältigen zu können. Im Jahr 2000 wurde eine Extra-Stelle für die Sportarbeit geschaffen. Ende 2002 schloss sich dem BESJ die 300. Ortsgemeinde an und seit 2004 gibt es das neue Schulungskonzept „Know-How“, in welchem die Leiter sich über ein Stufensystem (Einsteigen-Leiten-Mitarbeiten-Führen-Ausbilden) weiterbilden können. 2007 startete der BESJ das Projekt „Unerreicht“, um 20 Prozent mehr Kinder und Jugendliche zu erreichen, welches im Frühjahr 2010 abgeschlossen wurde.

## Events
Einmal jährlich jeweils am dritten Wochenende im März findet das sogenannte Teamweekend statt. Dieses findet in Huttwil statt. Jährlich besuchen zwischen 600 und 1000 Leiter und Leiterinnen der verschiedenen BESJ-Abteilungen dieses Weekend. Ziel dieses Wochenendes ist es allem voran Kontakte mit anderen Leitern und Leiterinnen aus ganz anderen Teilen der Schweiz zu knüpfen und sich auch als BESJ-Team weiterzubilden und in der Gemeinschaft zu wachsen.